# Жабник польовий
Жабник польовий (Filago arvensis) — вид рослин з родини айстрових (Asteraceae), поширений у Європі, Азії, Марокко.

## Опис
Однорічна, трава, 15–30 см заввишки. Рослина густо шерстистого-повстяна. Стебла вильчато розгалужені, зі спрямованими вгору або б.-м. дуговидно віддаленими численними гілками. Листочки обгортки доверху відстовбурчені шерстистого-повстяні (без оголеною верхівки). У довгій кінцевій китиці розміщені 3–12 кошиків. Одиночний квіткоподібний кошик 4–5 мм, оточений приквітками. Плоди: жовтувато-коричневі сім'янки.

## Поширення
Поширений у Марокко, Європі й Азії до західного Сибіру й західних Гімалаїв; натуралізований у Північній Америці (Канада, США).
В Україні вид зростає в соснових борах, піщаних місцях, схилах — на всій території, б.-м. звичайний.

## Галерея

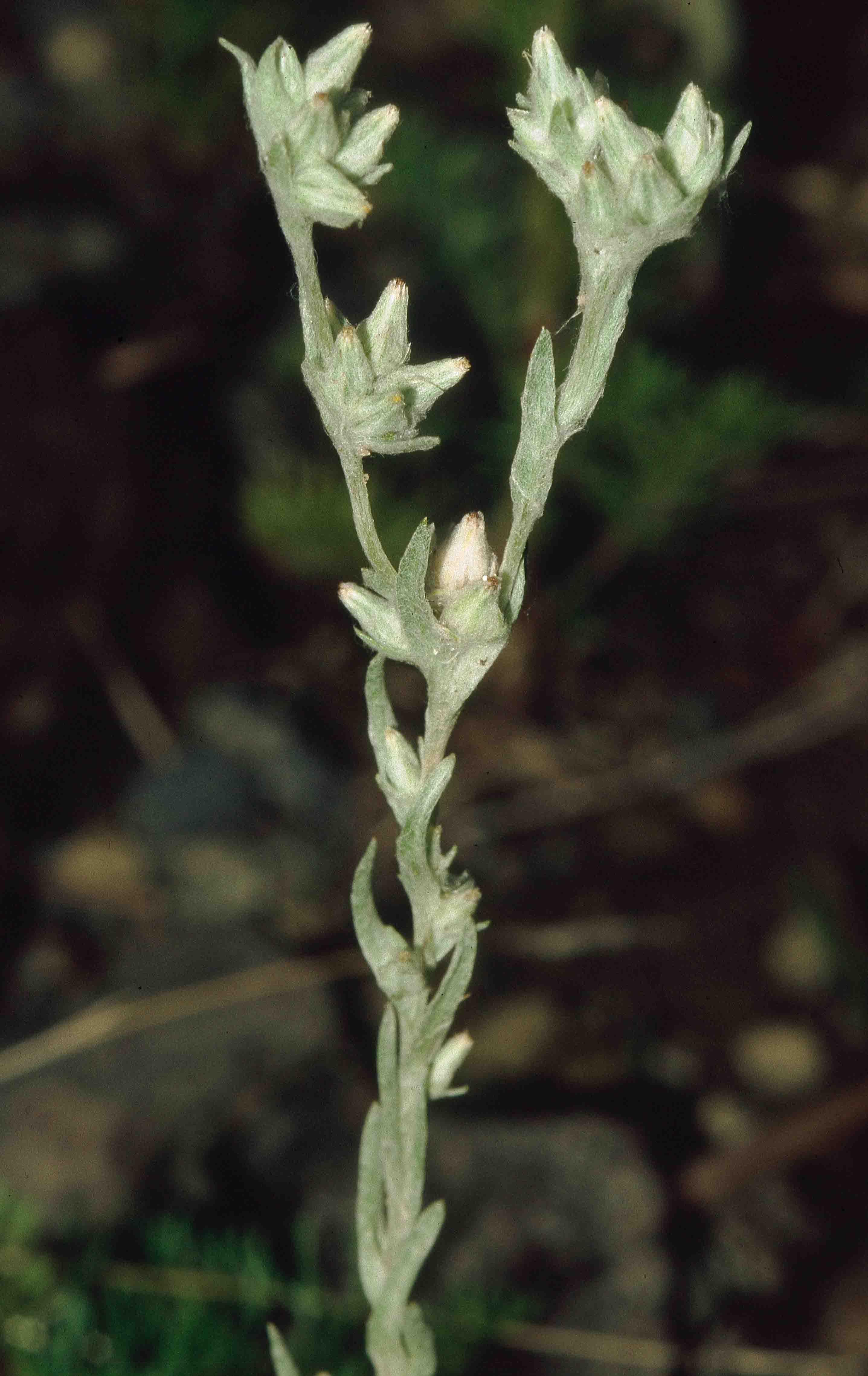
суцвіття з квітковими кошиками
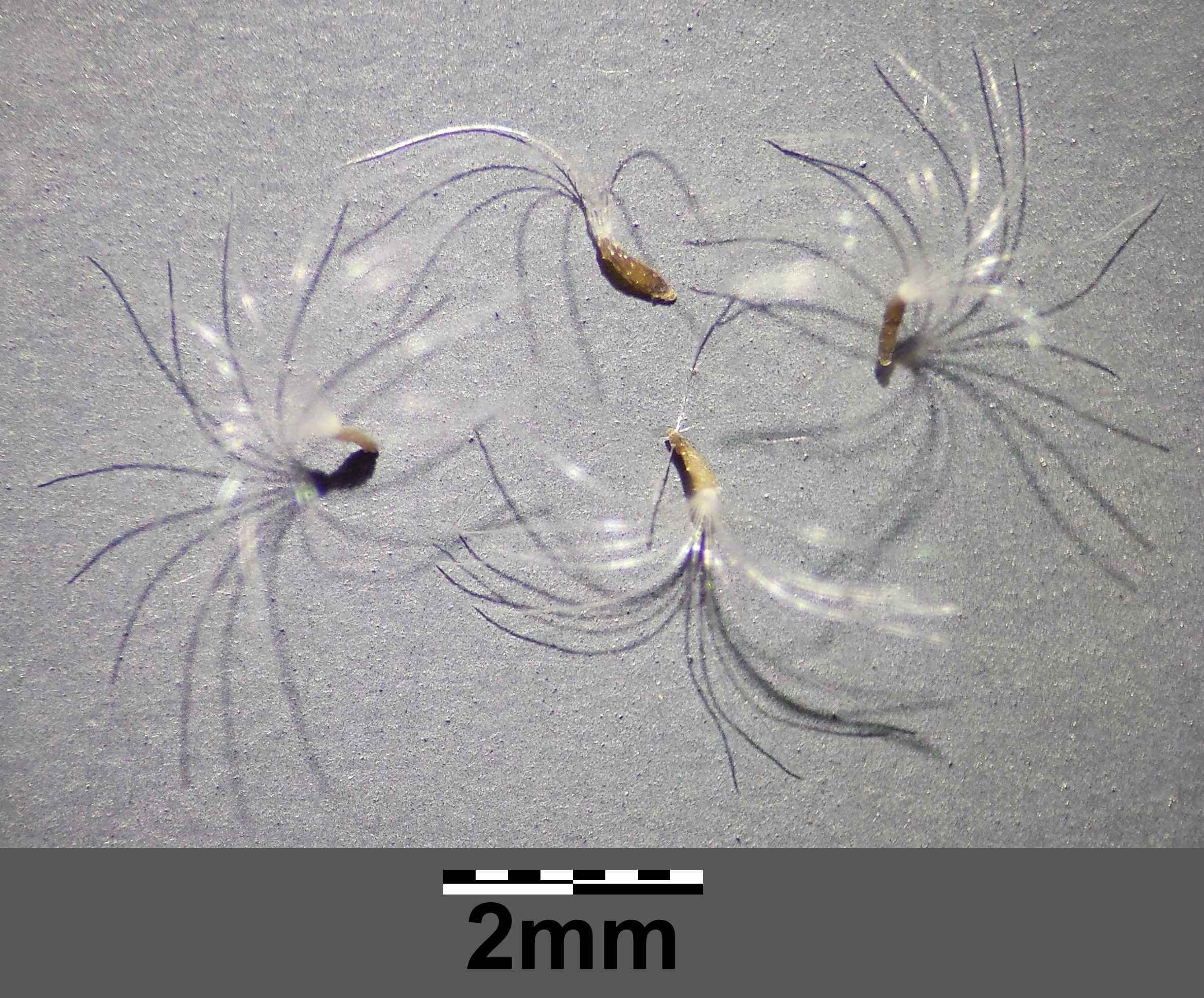
плоди
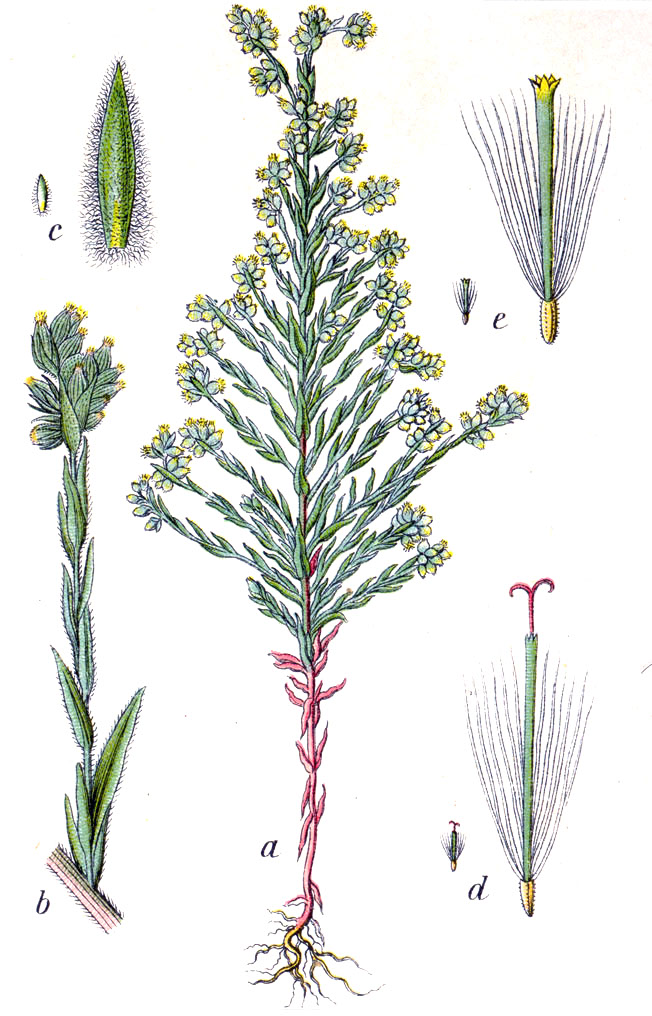
ілюстрація